# 奇正異形介
奇正異形介（学名：Heteroconchella chyijenga）为粗面介科異形介屬下的一个种。